# Абдраимов, Галымжан Райылович
Галымжан Райылович Абдраимов (каз. Ғалымжан Райлұлы Әбдірайымов; род. 14 мая 1965; Луговое, Жамбылская область) — аким города Талдыкоргана (с 12 апреля 2019 года по 01 марта 2021 года).

## Биография
Родился 14 мая 1965 года в селе Луговое Рыскуловского района Жамбылской области.
В 1988 году окончил Джамбулский гидромелиоративно-строительный институт по специальности «инженер-строитель», в 2003 году — университет «Туран» по специальности «юрист».

## Трудовая деятельность
Трудовую деятельность начал в 1987 году мастером строительного участка колхоза «Шығыс» в Джамбулской области.
С 1991 по 1998 годы — техник-строитель хозрасчётно-проектного производственного архитектурно-планировочного бюро при Луговском райисполкоме, председатель крестьянского хозяйства «Алрай», исполнительный директор архитектурно-строительной фирмы ТОО «Альтаир» ЛТД.
С 1998 по 2002 годы — эксперт, главный специалист, начальник отдела, директор Алматинского городского центра лицензирования архитектурно-градостроительной деятельности.
С 2002 по 2003 годы — начальник территориального управления архитектурно-строительного контроля и лицензирования по Алматинской области, заместитель директора департамента индустрии, торговли и поддержки малого бизнеса по городу Астана.
С 2003 по 2009 годы — начальник управления государственного архитектурно-строительного контроля Алматинской области.
С 2009 по 2013 годы — государственный инспектор строительства Республики Казахстан — начальник управления, директор департамента в Агентстве Республики Казахстан по делам строительства и жилищно-коммунального хозяйства.
С 2013 по 2014 годы — заместитель председателя комитета по делам строительства и жилищно-коммунального хозяйства Министерства регионального развития Республики Казахстан.
С 2014 по 2015 годы — руководитель аппарата акима Алматинской области.
С 2015 по 2017 годы — заместитель акима Алматинской области.
С 2017 по 2018 годы — заместитель акима Жамбылской области.
С 28 апреля 2018 года по 12 апреля 2019 года — аким города Тараза
С 12 апреля 2019 по 1 марта 2021 годы — аким города Талдыкоргана.

## Награды
- Почётный строитель Республики Казахстан (каз. Қазақстан Республикасының Құрметті құрлысшысы)
- Орден Курмет
- Медаль «За трудовое отличие» (Казахстан)
- Награждён правительственными и юбилейными медалями РК.

## Семья
- Женат, трое детей.